# Władysław-Reymont-Flughafen Łódź

i7
i11
i13
Der Władysław-Reymont-Flughafen Łódź (auch Łódź-Lublinek, IATA-Code: LCJ, ICAO-Code: EPLL) ist der internationale Verkehrsflughafen der zentralpolnischen Stadt Łódź. Er liegt etwa sechs Kilometer südwestlich der Innenstadt und zählte 2012 rund 462.931 Passagiere. 2018 waren es nur noch 217.426 Fluggäste.

## Geschichte
Der Flughafen wurde am 13. September 1925 eröffnet. 
1996 wurde ein neues Passagierterminal mit einer Kapazität von 50.000 Passagieren pro Jahr eröffnet. Seit 1997 ist die Port Lotniczy Łódź-Lublinek sp. z o.o.  Betreiber des Flughafens. 99,8 Prozent der Anteile hält die Stadt Łódź, den Rest die beiden Aeroclubs Aeroklub Polski und Aeroklub Łódzki.
Am 31. Oktober 2002 erhielt der Flughafen ein Instrumentenlandesystem.
Der Flughafen wurde im Jahr 2005 umbenannt und heißt seitdem Port lotniczy Łódź im. Władysława Reymonta nach dem polnischen Schriftsteller und Nobelpreisträger Władysław Reymont. Im selben Jahr wurde das provisorische Terminal 2 mit einer Kapazität von 500.000 Passagieren pro Jahr eröffnet, und die Start- und Landebahn wurde auf 2100 Meter verlängert. 2006 folgte der nächste Ausbau der Piste auf 2500 Meter.
Im Juni 2012 ging das neue Terminal 3 mit einer Kapazität von 1,5 bis 2 Millionen Passagieren in Betrieb. Das Terminal 2 wurde demontiert, nach Radom verkauft und für den Ausbau des dortigen Flughafens verwendet.
Die geringen Passagierzahlen führten zu Kritik wegen der ineffizienten Verwendung von EU-Förderbeiträgen. Die Eröffnung der Autobahn A2 nach Warschau im Jahr 2012 verkürzte die Reisezeit auf der Straße auf nur noch etwa eine Stunde, weshalb die beiden Flughäfen in Warschau seither mehr Passagiere aus der Region Łódź anzuziehen vermögen.
Adria Airways stationierte mit Beginn des Sommerflugplans 2015 eine CRJ 900 am Flughafen Łódź, um München und andere bedeutende Flughäfen anzufliegen. Die Verbindungen wurden jedoch im ersten Halbjahr 2017 schrittweise abgebaut, bevor die Fluggesellschaft ihre Basis Ende Juni 2017 schloss und den Flughafen verließ. Grund dafür war die Kündigung des Vertrages durch den Flughafen.

## Fluggesellschaften und Ziele
Łódź wird derzeit durch die Billigfluggesellschaft Ryanair angeflogen, die von hier die Ziele Dublin, East Midlands und London Stansted ansteuert. Daneben führte die Lufthansa Flüge nach München durch.
Lufthansa hat mit Beginn des Winterflugplans 2019 die Verbindung von München nach Lodz aus dem Programm genommen.

## Verkehrszahlen
| Jahr | Fluggastaufkommen | Luftfracht (Tonnen) (mit Luftpost) | Flugbewegungen |
| ---- | ----------------- | ---------------------------------- | -------------- |
| 2018 | 217.426           | 8.104                              | 1.564          |
| 2017 | 207.377           | 7.894                              | 1.742          |
| 2016 | 241.271           | 6.567                              | 2.912          |
| 2015 | 287.628           | 6.476                              | 3.107          |
| 2014 | 253.772           | 5.680                              | 2.036          |
| 2013 | 353.633           | 3.162                              | 2.763          |
| 2012 | 462.931           | 1.055                              | 3.779          |
| 2011 | 389.286           | 299                                | 3.044          |
| 2010 | 393.942           | 1                                  | 3.268          |
| 2009 | 308.700           | 5                                  | 4.180          |
| 2008 | 339.404           | 0                                  | 4.184          |

## Zwischenfälle
- Am 15. November 1951 kollidierte eine Lisunow Li-2 der LOT (Kennzeichen SP-LKA) kurz nach dem Start nahe Górki Duże bei Tuszyn mit einer Hochspannungsleitung und stürzte ab. Aufgrund von Triebwerksproblemen hatte der Kommandant entschieden, den Weiterflug nicht durchzuführen. Er wurde jedoch wahrscheinlich durch Offiziere des Polnischen Sicherheitsministeriums dazu gezwungen. Alle 16 Personen an Bord starben.[11]